# بني رزين (قبيلة)
بني رزين أو بني ارزين هي قبيلة ريفية أمازيغية هوارية، حكمت أحد ممالك الطوائف في الأندلس، وتقع بناحية غمارة (إقليم شفشاون حاليا)، وتحيط بها قبائل متيوة البحر وكتامة وبني خالد وبني سميح، وتقدر مساحتها بـ 153 كلمتر مربع.

## التاريخ
غادرت قبيلة هوارة من شمال المغرب في وقت مبكر ورحلوا إلى الأندلس، وكانوا كما يقول ابن خلدون مع طارق بن زياد أثناء فتح الأندلس، فأقاموا في مناطق قاسية ومارسوا حياتهم في استقلال شبه تام عن الأمراء الأمويين. وقد استقر بنو رزين الهواريين بشرق شنتبيرية منذ زمن واتخذوا مقامهم في الناحية التي عرفت بإسم سهلة بني رزين، وهي المعروفة في الخرائط الحديثة باسم Albarracin، ولقد ظلوا يعيشون في الظل في القرون الأولى من الحكم الأموي، إلا أنهم أخذوا في الظهور والأهمية في النصف الثاني من القرن الرابع الهجري، كما أنهم أصبحوا دولة مستقلة بعد سقوط خلافة قرطبة، حيث أسسوا طائفة بني رزين، وكانت عاصمتهم تدعى باسمهم بنو رزين Albarracin، وتقع إلى الغرب من مدينة تيروال الحالية. ويرجح أن بنو رزين من نسل رزين البرنسي الذي كان من أعظم القواد الذين دخلوا الأندلس بصحبة طارق بن زياد. وقد قدم رزين البرنسي هذا من شمال المغرب الأقصى إبان الفتح الإسلامي للأندلس وهو ينتمي إلى هوارة إحدى بطون قبيلة البرانس البربرية الكبرى، واستوطن بمدينة قرطبة وله آثار كثيرة هناك، حيث قام بإختتاط مدينة الرصافة، وبنى مسجداً عرف بأسمه "مسجد رزين" بالربض الغربي كما تنسب له الجنان المجاورة لعين قبش بالربض الغربي، وكان للقائد رزين البرنسي هذا أراضٍ زراعية بجوار قرطبة اشتهرت بزراعة الزيتون، وقد اشتراها عبد الرحمن الداخل من ورثته. ويؤكد ذلك ابن حيان القرطبي الأندلسي حين يقول:
«وكانت خطة منية الرصافة لرزين البرنسي، أحد أكابر رجال البربر الداخلين إلى الأندلس في جيش طارق، وكان له تقدم في الجيش، وإليه ينسب البلاط الذي بها، والزيتون الذي بإزائها، ولرزين هذا آثار كبيرة بقرطبة وغيرها، منها المسجد المنسوب إليه بالربض الغربي، وينسب إليه أيضاً الجنان التي تجاور عين قُبَّش بذلك الرَّبض. وانتقلت الرصافة عن ورثتها؛ فاشتراها الأمير الداخل عبد الرحمن بن معاوية».

طائفة بني رزين التي أسسها الهواريين بالأندلس

وقد استقر بنو رزين أولا في قرطبة حيث حل هناك جدهم الأعلى رزين. ثم تحولوا فيما بعد إلى الشمال الشرقي، وأقاموا في مكان يدعى السهلة (وهي منطقة سهلية تقع في محافظة تيروال الحالية). وقد أصبح هؤلاء البربر الذين تميزوا بالثروة وكثرة العدد، حكاماً لمنطقة السهلة وفي نهاية الخلافة الأموية في قرطبة أعلن بنو رزين، الذين كانوا بزعامة هذيل بن خلف بن لب استقلالهم في هذه المنطقة وحكموها لما يقارب التسعين عاما وما تزال عاصمتهم التي سميت باسمهم، وتقع على بعد ثلاثين كيلومترا إلى الغرب من تيروال، تحتفظ بنفس هذه التسمية AIbarracin لحد الآن، وكذلك السلسلة الجبلية Sierra de AIbarracin التي كانت تحد السهلة من الشمال والشمال الشرقي. وفي اليوم الثامن من رجب سنة 497 هـ (أبريل 1104م) دخل المرابطون مدينة شنتمرية، وخلعوا أميرها يحيى بن عبد الملك بن رزين، وانتهت بذلك دولة بني رزين الصغيرة بعد أن عاشت زهاء تسعين عاماً.

وفي القرن 10هـ/16م أشار الحسن الوزان إلى فرع من هوارة يدعى بنو رزين يعيش بالريف؛ إذ يقول في حديثه عن جبل بني رزين:
«يكاد يكون هذا الجبل ملاصقا للبحر المتوسط في ضواحي ترغة، ويعيش سكانه في سعة وأمن، لأن جبلهم حصين وخصيب. لا يؤدون أي خراج، ويجنون القمح والزيتون ويملكون كروما كثيرة. أرضهم جيدة لاسيما منحدرات الجبل، ونساؤهم يرعين الماعز ويحرثن الأرض».
وتوجد بالقبيلة سبعة وعشرون مسجدا وعشرة أضرحة وزاوية وأربعة وعشرون كتابا قرآنيا ومدرسة للتعليم الديني الثانوي، وأما سوق القبيلة الرئيسي فيوجد بأحد بني مراق. وتنقسم القبيلة إلى خمس فرق هي:
- بني مراق (8 مداشر)
- أوفاس (4 مداشر)
- تمريخت (6 مداشر)
- بني قاسم (4 مداشر)
- الوسطي (8 مداشر)

وفي التقسيم الإداري تكون جماعة قروية تحمل اسمها وهي بني رزين.